# 李君筑
李君筑（英語：JoJo Lee Qunn Jo；1968年—），香港女歌手，曾被稱作「關淑怡接班人」，現專注於基督教教會服務事務及於香港聖樂學院教授音樂。

## 出道發展
於1984年，她為陳慧嫻首張個人大碟和音，八十年代末期成為關淑怡的班底成員，為她的多張個人大碟及演唱會和音，又替譚詠麟、陳百強、溫拿、羅文、梅艷芳、張學友的個唱當和音。
1995年，她加入寶麗金，創作《人生可有知己》及為其填詞，交由關淑怡演唱而成名。
1996年，關淑怡離開寶麗金，於是寶麗金決定為李君筑推出唱片，以酷似關淑怡的聲線和風格為賣點。
1997年，寶麗金為其發行《竹工凡》個人大碟，所有曲目（除音樂《心之序》由荒川里佳作曲）曲詞均為其作品，以《紅色啟示》為主打歌，不過次年卻因《竹工凡》銷量不佳而被寶麗金解約。

## 退出樂壇
1997年年末，她於叱咤樂壇流行榜頒獎典禮得到「叱咤樂壇生力軍女歌手」銀獎後，同時為動畫《花木蘭》及《埃及王子》幕後歌手及和音後，就再沒有簽約任何唱片公司。於2000年起再度退居幕後，只參與作曲及和音工作，並繼續她的教學和基督教教會的工作。
2002年，她為郭富城2002年新加坡演唱會和音。以後又為電視劇《胭脂水粉》及《金枝慾孽》的《詠嘆調》作主唱歌手及2006年的《梁筑會》音樂會及2007年的汪明荃演唱會和音。

## 現時發展
她現教授個別和班制的聲樂課程。亦於香港聖樂學院、博丞音樂專業學院、牧職神學院等院校教授各項音樂課。2008年，她為關淑怡《Unexpected》演唱會和音及電視劇《銀樓金粉》的《詠嘆調》作主唱歌手。同年6月1日的演藝界512關愛行動中，李君筑與關淑怡及謝安琪演唱《My Heart Will Go On》一曲。

## 音樂作品

### 作曲及填詞
- 《人生可有知己》，主唱：關淑怡
- 《思》，主唱：葉蒨文
- 《心潮》，主唱：陳慧嫻

### 作曲
- 《轉彎抹角》，主唱：陳潔儀
- 《能回家真好》（紀念911事件專輯DVD《能回家真好》主題曲），主唱：李君筑
- 亞洲電視《孫中山》紀錄片主題曲
- 影音使團《基督2000》多項主題曲及插曲

### 填詞
- 《我不再哭》（1996年CASH流行曲創作大賽冠軍），主唱：呂珊
- 《莫等閒》， 主唱: 陳少春
- 《風》， 主唱: 陳少春

## 專輯列表
- 1997年：《竹工凡》

## 外部連結
- 李君筑官方facebook專頁

1. ↑  . TVB. 2018-08-16  [2023-09-11]. （原始内容存档于2023-09-11）.